# Lungolago di Lecco
Il lungolago di Lecco è una passeggiata sul ramo orientale del Lago di Como che si sviluppa per circa 1,5 km lungo la fascia costiera della città di Lecco. Il percorso inizia dal Monumento ai caduti e prosegue fino alla località delle Caviate, dove inizia una pista ciclopedonale che prosegue fino allo svincolo con la strada statale 36 del Lago di Como e dello Spluga.

## Storia

### Il porto originario

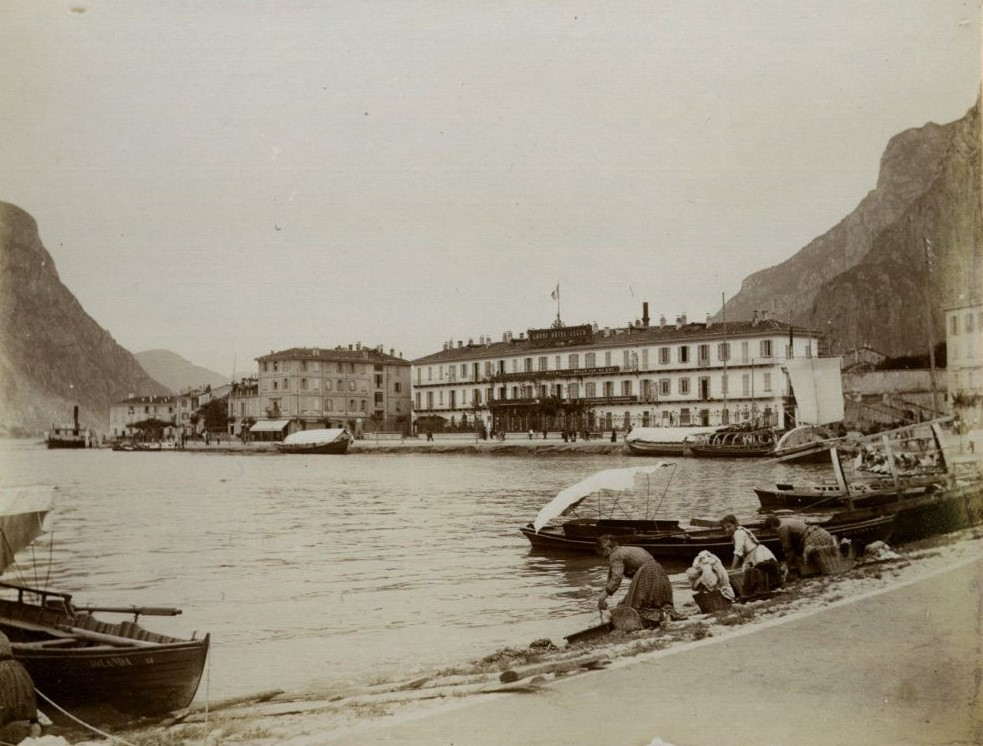
Il lungolago nel 1903

Per via della posizione strategica della città, fin dal medioevo il porto di Lecco è stato uno dei più trafficati dell'alta Lombardia. Da qui partivano infatti le strade di collegamento con la Svizzera, tramite il passo dello Stelvio e dello Spluga, e con le grandi città di Como, Milano e Bergamo. Il porto maggiore di Lecco (posto nell'attuale piazza Mario Cermenati) era quindi un luogo preposto agli scambi commerciali tra la Svizzera e le città lombarde. Di grande importanza era anche l'attigua piazza del mercato (attuale piazza XX settembre) dove fin dal 1149 si svolgeva un mercato settimanale a cui partecipavano i maggiori commercianti cittadini, ma anche quelli provenienti dalla Valtellina, dalla Brianza e dalla Bergamasca.
Per via della sua vocazione commerciale la fascia costiera di fronte alla città di Lecco fungeva da luogo preposto allo stoccaggio e all'attività di carico e scarico merci, inoltre ospitava l'approdo per i battelli a vapore di collegamento tra Lecco e Domaso, all'imbocco della Valchiavenna. La riva entrava nel lago dolcemente, tanto da consentire l'approdo dei navigli e l'esercizio delle lavandaie, era inoltre assente la pavimentazione e un bordo rigido.

### Lo sviluppo degli anni trenta

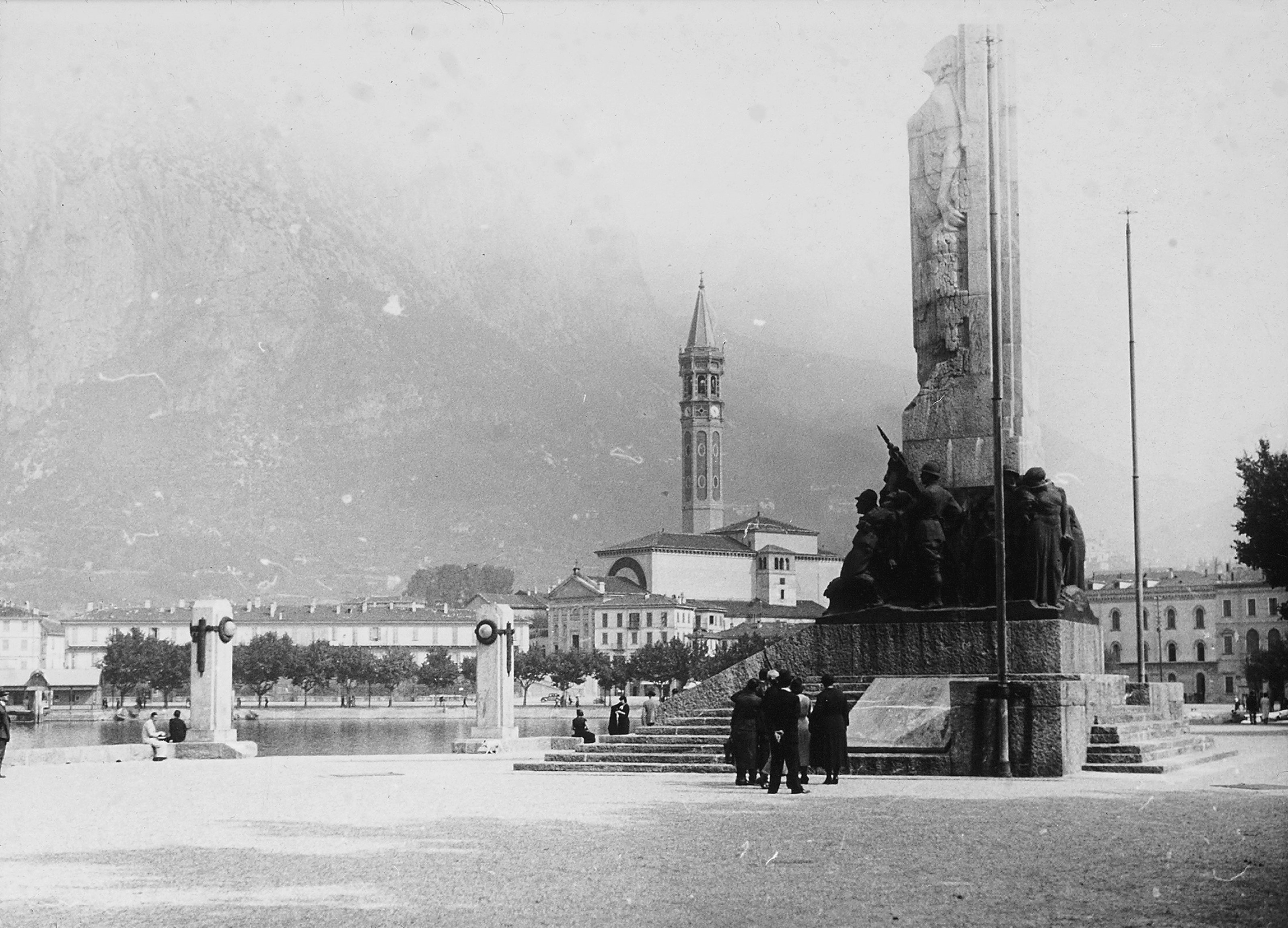
Il monumento ai caduti nel 1937

Un primo intervento di valorizzazione del lungolago risale ai primi anni del XX secolo, quando furono messi a dimora due filari alberati. Con la progressiva dismissione della attività portuali il lungolago di Lecco iniziò ad essere concepito negli anni venti come un vero e proprio spazio urbano. In seguito alla prima guerra mondiale la città di Lecco incaricò lo scultore Giannino Castiglioni di realizzare il Monumento ai caduti, che inizialmente si ipotizzò di posizionare in piazza dei Mille (attuale piazza Antonio Stoppani), ma a causa della cedevolezza del terreno si decise di collocarlo a ridosso del lago. Gli argini furono quindi riprogettati e allungati verso il lago per far posto al nuovo monumento, che fu inaugurato nel 1926. Un ulteriore abbellimento del lungolago di ebbe il 25 settembre 1927, quando furono inaugurati sia il monumento a Mario Cermenati che il monumento ad Antonio Stoppani.
Nel 1931 si decise di realizzare una gradinata sull'argine compreso tra il la Malpensata e le Caviate in modo da facilitare l'accesso al pubblico degli eventi sportivi lacustri. Per aprire il lungolago alla circolazione automobilistica, nel 1933 fu chiusa della foce del fiume Gerenzone e fu rettificata la sponda, che venne anche ampliata verso il lago. In seguito all'apertura della strada furono inaugurati un nuovo viale alberato, delle aiuole e una stazione di servizio progettata dall'architetto Mario Cereghini. In seguito a questi interventi, nel 1934 il monumento ad Antonio Stoppani fu spostato nella sua collocazione attuale.
Nel 1937 l'architetto Mario Cereghini propose di demolire il centro storico di fronte all'attuale piazza Mario Cermenati per sostituirlo con una serie di cinque grandi edifici in stile novecento disposti radialmente, seguendo la linea del porto. Con lo scoppio della seconda guerra mondiale il progetto non fu realizzato.

### Il dopoguerra e gli interventi successivi
Nel secondo dopoguerra, in particolare verso la fine degli anni cinquanta, il lungolago assunse la sua forma attuale. Nel 1955 fu collocata nel lago, di fronte alla passeggiata, la statua di San Nicolò, nel 1963 l'imbarcadero dalle forme liberty fu rimpiazzato con un edificio in stile razionalista e nel 1986 fu collocato il monumento ai caduti del mare. Nel 1999 si realizzò infine la pedonalizzazione di piazza Mario Cermenati e l'attigua piazza XX settembre secondo un progetto unitario sviluppato dall'architetto Mario Castelletti. Nel 2023 la giunta comunale approva il progetto di risistemazione del lungolago, prospettando la conclusione dei lavori per il 2026.

## Descrizione

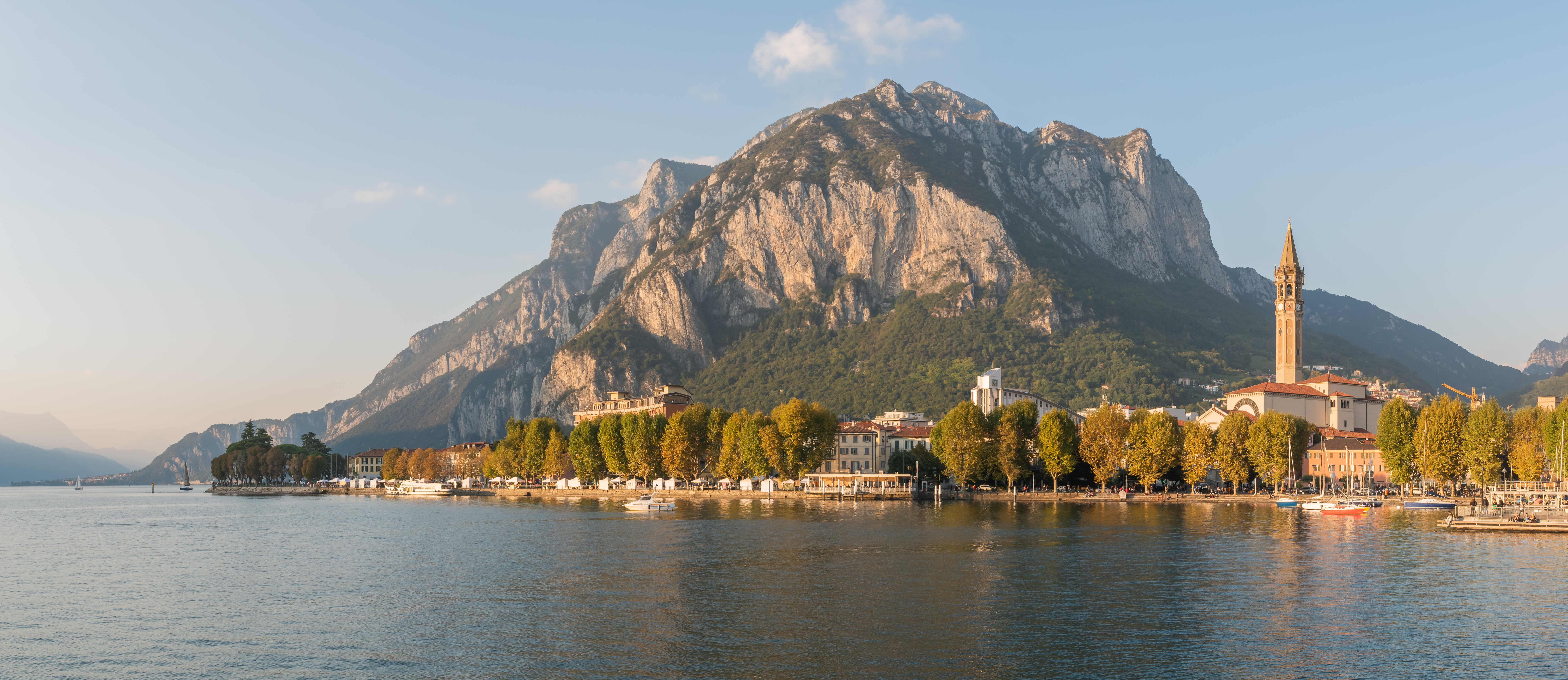
Vista del lungolago e, sullo sfondo il monte San Martino

Il lungolago inizia dalla foce del torrente Caldone in corrispondenza dell'imponente monumento ai caduti e ai giardini dedicati ai martiri delle foibe. Prosegue col nome di Lungolario Isonzo intersecando piazza Mario Cermenati e il suo monumento. Superata la piazza con il relativo imbarcadero la strada prende il nome di Lungolario Cesare Battisti, proseguendo fino a piazza Antonio Stoppani, dove, oltre al monumento omonimo è presente anche il monumento ai fratelli caduti del mare e, nei pressi della riva del lago, dove sfocia il torrente Gerenzone, è collocata la statua dorata di San Nicolò, patrono della città. Da piazza Antonio Stoppani il lungolago prosegue come Lungolario Luigi Cadorna, fino ai giardini della Malpensata, dove cambia nuovamente nome in Lungolario IV novembre. Il lungolago termina poi col nome di Lungolario Piave in corrispondenza della stazione di servizio delle Caviate per proseguire comunque con la pista ciclopedonale a sbalzo fino alla località Pradello, al confine col comune di Abbadia Lariana.